# Aphrastochthonius verapazanus
Espèce
Aphrastochthonius verapazanus est une espèce de pseudoscorpions de la famille des Chthoniidae.

## Distribution
Cette espèce est endémique du  département d'Alta Verapaz au Guatemala. Elle se rencontre à Senahú dans la grotte Cueva Sepacuite.

## Description
La femelle holotype mesure 1,34 mm.

## Étymologie
Son nom d'espèce lui a été donné en référence au lieu de sa découverte, le département d'Alta Verapaz.

## Publication originale
- Muchmore, 1973 : The unique, cave-restricted genus Aphrastochthonius (Pseudoscorpionida, Chthoniidae). Proceedings of the Biological Society of Washington, vol. 85, no 38, p. 433-444 (texte intégral).